# Stazione di Riace
La stazione di Riace era una stazione ferroviaria posta sulla ferrovia Jonica. Serviva il centro abitato di Riace Marina.
La stazione era dotata di due binari più pensilina.
Nel settembre 2014 venne dato l'annuncio della chiusura della stazione insieme ad altre stazioni sulla linea, quali: Ardore, Capo Spartivento, Squillace, Isola Capo Rizzuto, Roseto Capo Spulico.